# Werner We Love You
Werner We Love You ist ein Dokumentarfilm von Rainer Bärensprung und Robin Epkenhans, der am 6. Oktober 2017 im Rahmen des Filmfestivals Münster in gekürzter Fassung erstmals gezeigt wurde.

## Handlung
Als Werner Herzog 16 Jahre alt war, wurde sein Vater vor seinen Augen totgeschlagen. Die Mutter war mit seiner Erziehung überfordert und schob ihn nach Freistatt in eine der härtesten Jugendfürsorgeanstalten der noch jungen Bundesrepublik Deutschland ab. Nach seinem Heimaufenthalt trainierte er unablässig Judo und begann eine Karriere als streitschlichtender Aufpasser im Bielefelder Star-Club, um andere Menschen beschützen zu können. Er gründete eine Familie und merkte, dass sein Lebensstil und das Familienleben nicht miteinander vereinbar sind. Heute lebt der 77-jährige Bielefelder zusammen mit seinem Hund Lucky zurückgezogen auf dem Land. Der Dokumentarfilm erzählt die Lebensgeschichte dieses Mannes, der trotz widrigster Umstände auf seine ganz eigenwillige Art überlebte und dabei weder ans Aufgeben denkt noch seinen Sinn für Humor verliert.

## Produktion
Die Filmemacher Rainer Bärensprung und Robin Epkenhans begannen bereits am 26. September 2015 mit den Dreharbeiten und schlossen sie im März 2016 ab.
Eine gekürzte Fassung des Films mit dem damaligen Arbeitstitel WERNER feierte auf dem 17. Filmfestival Münster seine Premiere und gewann dort den Publikumspreis in der Sektion Westfalen Connection. Im November 2020 begann die Arbeit an einer überarbeiteten und wesentlich längeren Fassung des Films unter dem neuen Titel Werner We Love You.
Der Film wurde mit Mitteln des Landschaftsverbands Westfalen-Lippe gefördert.

## Kritik
„Und den ganzen Film über gibt es nicht einmal Sonnenschein - dagegen (oder mehr: dafür) sehen wir feuchte Herbstlandschaften, und wir hören aus der weiten Ferne, wie die Kraniche schreien und in nächster Nähe ein paar Singvögel herumzwitschern. Doch, doch, die Stimmung stimmt.“

„Werner We Love You ist das liebevolle Porträt eines Einzelgängers mit Herz“